# Последние искатели приключений
«Последние искатели приключений» (англ. The Last Riders) — кинофильм-боевик 1991 года выпуска.

## Сюжет
Байкера, по имени Джонни, члены его мотоклуба (MC) подозревают в том, что он полицейский. Байкеры убивают его жену и дочь. Джонни ожесточается и начинает мстить бывшим сотоварищам.

## В ролях
- Эрик Эстрада — Джонни
- Анджело Тиффе — Рико
- Уильям Смит — Хаммер
- Армандо Силвестри — Дэвис
- Катрин Лотнер — Анна